# Luis Fields
Luis Issac Fields Chirley (Ciudad de Panamá, 8 de marzo de 2003) es un futbolista panameño que juega como Mediocampista en el Real Cartagena de la Categoría Primera B.

## Trayectoria

### CA Independiente
Se formó en las categorías inferiores del Club Atlético Independiente de La Chorrera. con el segundo equipo jugó el Torneo Apertura 2021 Liga Prom llegando hasta la semifinales de la conferencia oeste, el Torneo Clausura 2021 Liga Prom y el Torneo Apertura 2022 Liga Prom llegando hasta las semifinales de la conferencia oeste. su debut profesional en la Primera División de Panamá el 23 de julio de 2022 en el empate 0 a 0 contra el Veraguas United FC en el Estadio Agustín Muquita Sánchez en donde fue titular y jugó hasta el minuto 86. Salió campeón con el club del Torneo Clausura 2022 en donde jugó 10 partidos, fue bicampeón del Torneo Apertura 2023 en donde jugó 16 partidos. fue tricampeón del Torneo Clausura 2023 en donde disputó 4 partidos y dio 1 asistencia.

## Selección nacional

### Categorías inferiores
Fue llamado por el entrenador Jorge Dely Valdés para la selección Sub-23 de Panamá para disputar el Torneo Maurice Revello de 2023 celebrado en Francia, saliendo campeón de dicho torneo en donde jugó 4 partidos.

### Selección absoluta
Su debut con la selección absoluta el 12 de marzo de 2023 en el empate contra  Guatemala en el PayPal Park en un Partido Amistoso en los Estados Unidos en donde fue suplente entró al minuto 94 por José Murillo.

### Participaciones en la selección nacional
| Copa                        | Categoría | Sede    | Resultado | Partidos | Goles |
| --------------------------- | --------- | ------- | --------- | -------- | ----- |
| Torneo Maurice Revello 2023 | Sub-23    | Francia | Campeón   | 4        | 0     |

## Estadísticas
Actualizado al último partido disputado el 6 de mayo de 2025.
| Club                      | Div                 | Temporada           | Liga  | Liga  | Liga  | Copa Nacional | Copa Nacional | Copa Nacional | Copa Internacional | Copa Internacional | Copa Internacional | Total | Total | Total |
| Club                      | Div                 | Temporada           | Part. | Goles | Asis. | Part.         | Goles         | Asis.         | Part.              | Goles              | Asis.              | Part. | Goles | Asis. |
| ------------------------- | ------------------- | ------------------- | ----- | ----- | ----- | ------------- | ------------- | ------------- | ------------------ | ------------------ | ------------------ | ----- | ----- | ----- |
| Independiente · Panamá    | 1ª                  | 2022                | 10    | 0     | 0     | -             | -             | -             | -                  | -                  | -                  | 10    | 0     | 0     |
| Independiente · Panamá    | 1ª                  | 2023                | 20    | 0     | 1     | -             | -             | -             | 3                  | 0                  | 0                  | 23    | 0     | 1     |
| Independiente · Panamá    | 1ª                  | 2024                | 30    | 1     | 2     | -             | -             | -             | 5                  | 0                  | 0                  | 35    | 1     | 2     |
| Independiente · Panamá    | Total               | Total               | 60    | 1     | 3     | -             | -             | -             | 8                  | 0                  | 0                  | 68    | 1     | 3     |
| Real Cartagena · Colombia | 2ª                  | 2025                | 9     | 0     | 0     | -             | -             | -             | -                  | -                  | -                  | 9     | 0     | 0     |
| Real Cartagena · Colombia | Total               | Total               | 9     | 0     | 0     | -             | -             | -             | -                  | -                  | -                  | 9     | 0     | 0     |
| Total en su carrera       | Total en su carrera | Total en su carrera | 69    | 1     | 3     | -             | -             | -             | 8                  | 0                  | 0                  | 77    | 1     | 3     |

## Palmarés

### Títulos nacionales
| Título           | Club             | País   | Año    |
| ---------------- | ---------------- | ------ | ------ |
| Primera División | CA Independiente | Panamá | 2022-C |
| Primera División | CA Independiente | Panamá | 2023-A |
| Primera División | CA Independiente | Panamá | 2023-C |